# Den Deijl
Den Deijl of De Deijl is een buurtschap in de gemeente Wassenaar.
De buurtschap is gelegen nabij de Rijksweg 44. De buurtschap wordt doorkruist door de Provinciale weg 448. In Den Deijl ligt de bezoekersingang van het Landgoed de Horsten. Naar de buurtschap zijn de Wassenaarse Deijlerweg en de inmiddels niet meer bestaande basisschool Den Deyl in die plaats vernoemd.

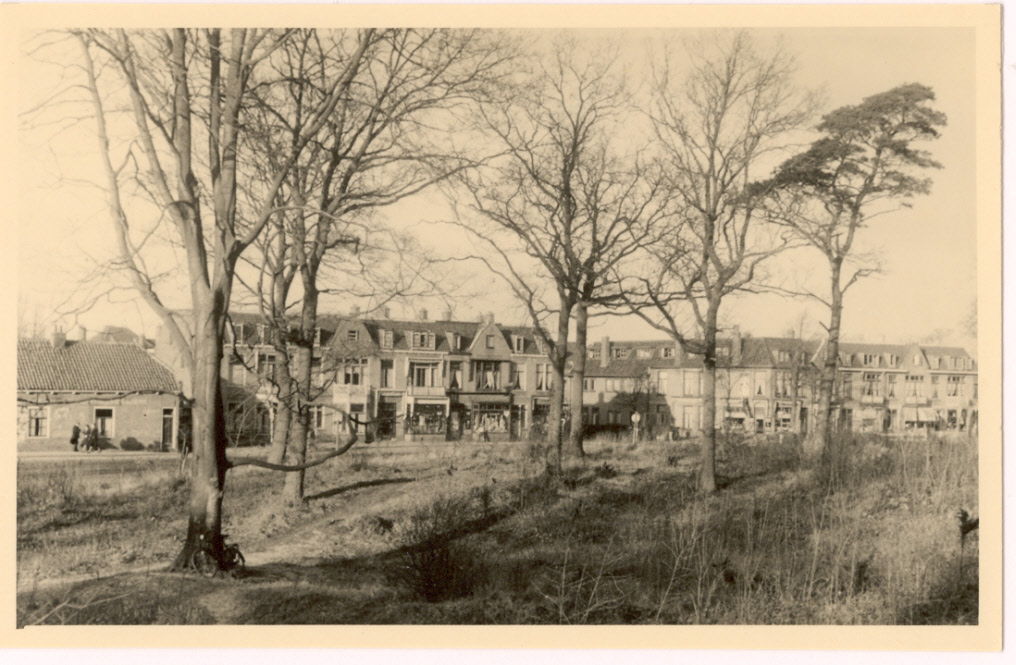
Zicht op de Rijksstraatweg en de hoek met de Van Zuylen van Nijeveltstraat nabij Den Deijl (1947)

Dorp: Wassenaar    Gehucht: Maaldrift     Buurtschappen: Den Deijl · Rijksdorp

Wijken en buurten: De Kieviet · Drie Papegaaien · Kerkehout · Nieuw Wassenaar · Oostdorp · Oud Wassenaar

Zuid-Holland: Steden en dorpen      Nederland: Provincies · Gemeenten